# Francisco Figueiredo de Mesquita
Francisco Figueiredo de Mesquita, conhecido como Francisco Figueiredo (União, 4 de junho de 1940 – Teresina, 9 de janeiro de 2005) foi um advogado e político brasileiro que exerceu três mandatos de deputado estadual pelo Piauí.

## Dados biográficos
Filho de Júlio Simplício de Mesquita e Raimunda Medeiros de Figueiredo. Advogado formado pela Universidade Federal do Piauí, atuou nas áreas cível e criminal e foi assessor jurídico da Câmara Municipal de Teresina, sendo candidato a vereador de Teresina pelo PRP em 1962, mas elegeu-se apenas pelo MDB em 1966. Sua popularidade como radialista o fez ser eleito deputado estadual em 1970 e 1974. Derrotado na eleição para deputado federal em 1978 e para deputado estadual em 1982, foi diretor-geral da Câmara Municipal de Teresina durante a presidência de José Albuquerque. Eleito deputado estadual pelo PMDB em 1986, não conseguiu a reeleição em 1990, nem elegeu-se vereador na capital piauiense em 1992.
Faleceu em Teresina em decorrência de um acidente automobilístico próximo à cidade de Barro Duro.
Deixou oito filhos, Franklin Eduardo dos Santos Figueiredo, Roosevelt dos Santos Figueiredo, Francisco Figueiredo de Mesquita Filho, Yolanda de Figueiredo, Yara de Figueiredo, Yonaldo de Figueiredo, Brenda Nascimento de Figueiredo e Eloy Nascimento de Figueiredo.